# Bana Armâneascâ
Bana Armâneascâ este o publicație scrisă în dialectul grămuștean al limbii aromâne care apare de obicei de patru ori pe an, începând din anul 1997. În prezent s-a ajuns la numărul 35-36. Revista este subintitulată: "Revistâ independentâ di informatsii shi culturâ a armânjlor di pisti tut" (Revistă independentă de informații și cultură a aromânilor de peste tot).
Redacția revistei își are sediul la București, și este condusă de Dumitru Piceavă, un medic stomatolog care e și proprietarul publicației împreună cu Ștefan Piceavă. Gama de articole cuprinse în Bana Armâneascâ este diversă, cuprinzând articole cu subiecte culturale, de polemică politică, formatoare de opinie, istorie, poezie, proză, interviuri, sport etc. Revista acordă anual premii unor personalități asociate cu aromânii, prezentate public în cadrul unor așa-numite "gale" intitulate "Omul anului", desfășurate uneori la Constanța.
În colțul din stânga-sus al coperții publicației este permanent inserat logo-ul editurii Bana Armâneascâ (EBR) în roșu-galben și albastru, culorile naționale ale României. În colțul din dreapta-sus apare "soarele de la Vergina", simbolul acelor aromâni care se consideră urmașii lui Alexandru Macedon ("Alexandru cel Mare"), precum și stindardul crucii creștine, simbol al religiei ortodoxe a aromânilor.